# بيت الزكاة (الكويت)
بيت الزكاة الكويتي، أنشأ في 16 يناير 1982 وذلك بموجب القانون 5 لسنة 1982، وهو هيئة حكومية مستقلة.

## التأسيس
في ربيع الأول 1403 هـ الموافق 16 يناير 1982 م صدر القانون رقم 5 لسنة 1982 بشأن إنشاء بيت الزكاة كهيئة عامة ذات ميزانية مستقلة باسم بيت الزكاة تكون لها الشخصية الاعتبارية وتخضع لإشراف وزير الأوقاف والشؤون الإسلامية وكان تأسيس بيت الزكاة خطوة رائدة لإحياء ركن من أركان الإسلام وتيسير أدائه والعمل على جمع وتوزيع الزكاة والخيرات بأفضل وأكفأ الطرق المباحة شرعا وبما يتناسب والتطورات السريعة في المجتمع واحتياجاته.

## الإيرادات والانفاقات
في مجال الموارد حقق بيت الزكاة خلال عام 2008 إيرادات بلغت (40.499.422) دينار كويتي، بينما كانت الإيرادات في عام 2007 مبلغ (34.255.536) دينار كويتي بزيادة قدرها 18% .
كما انفق بيت الزكاة في العام 2008 بلغ (38,185,175)دينار كويتي بينما كان في العام 2007 مبلغ (33,707,326) دينار كويتي
وقد بلغ عدد الأسر المستفيدة من المساعدات الاجتماعية خلال العام 2008 (35,824)اسرة 

## مشاريع بيت الزكاة الكويتي

### الصندوق الخيري للرعاية الصحية
استفاد 27,325 فردا من الضمان والتأمين الصحي الذي يقدمة الصندوق الخيري للرعاية الصحية للمحتاجين بتكلفة اجمالية قدرها (802,720) دينار كويتي 

## الفكرة
وكان سبب تأسيس بيت الزكاة هو تقديم النائبين في مجلس الأمة الكويتي 1981 جاسم الخرافي ومشاري العنجري بمشروعين منفصلين لجمع وتوزيع أموال الزكاة، وقامت وزارة الأوقاف والشؤون الإسلامية بدمجهما معا فوافق مجلس الأمة على ذلك.

## بيت الزكاة خلال الغزو
خلال فترة الغزو العراقي للكويت انضم بيت الزكاة إلى جمعية الهلال الأحمر الكويتي في مساعدة الكويتيين، ولكن القوات العراقية قامت باعتقال أعضاء بيت الزكاة لمدة 25 يوما تعرضوا خلالها للاضطهاد، وبعدها تم إطلاق سراحهم، وبعدها توجهوا إلى المملكة العربية السعودية للتعاون وتنسيق العمل.